# Calathea marantifolia
Calathea marantifolia är en strimbladsväxtart som beskrevs av Paul Carpenter Standley. Calathea marantifolia ingår i släktet Calathea och familjen strimbladsväxter. Inga underarter finns listade.

## Bildgalleri

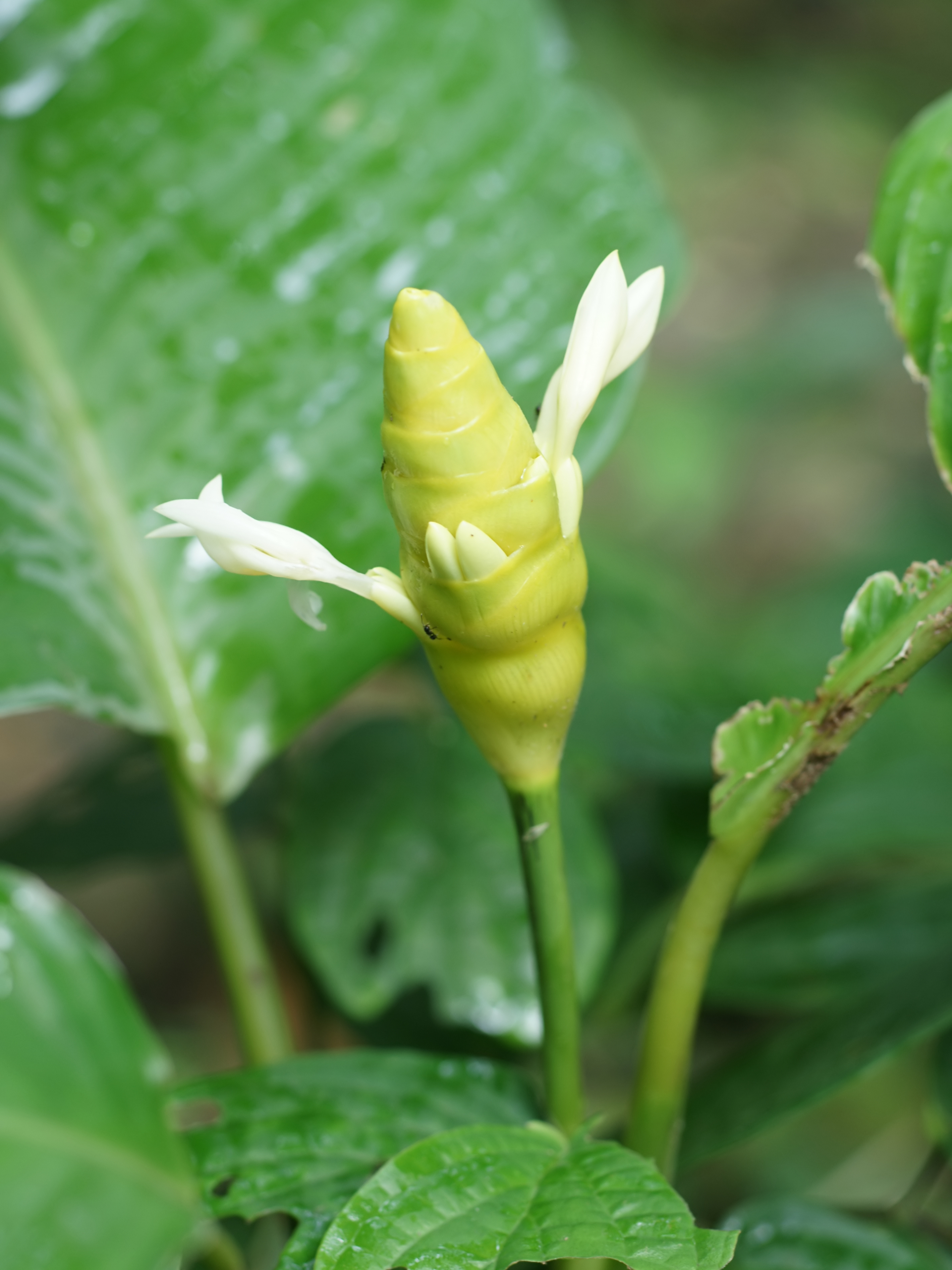